# Fragile(s)
Pour les articles homonymes, voir Fragile.
Pour plus de détails, voir Fiche technique et Distribution.
Fragile(s) est une comédie dramatique française de Martin Valente réalisée en 2007.

## Synopsis
6 personnages se croisent, entre Paris et Lisbonne, en plein doute sur le sens à redonner à leur vie.

## Fiche technique
- Réalisation et scénario : Martin Valente
- Production : Raphaël Berdugo et Pauline Duhault
- Musique originale : Denis Meriaux
- Photographie : David Quesemand
- Montage : Raphaëlle Urtin
- Décors : Judith Lacour
- Costumes : Camille Duflos
- Pays :  France
- Langue : français
- Distribution : BAC Films
- Dates de sortie :
  -  France : 17 mai 2007 (Festival de Cannes)
  -  France : 20 juin 2007
  -  Belgique : 27 juin 2007

## Distribution
- François Berléand : Paul
- Caroline Cellier : Hélène
- Jean-Pierre Darroussin : Yves
- Jacques Gamblin : Vince
- Marie Gillain : Nina
- Sara Martins : Sara
- Élodie Yung : Isa
- Laurent Mandeix : Pascal
- Boris Rehlinger : Dédé
- Angèle David-Guillou : Angèle
- Stéphane Bertrand : Ginger Ale
- Philippe Entressangle : Ginger Ale
- Grégory Pillon : Ginger Ale
- Maureen Dor : Anaïs
- Daphnée Amadéi : Julie
- Anne-Cécile Crapie : Léa
- Loïc Corbery : Mika Léoni
- Tiago Manaïa : Groom Hôtel
- David Geselson : Diego
- João Maria Pinto : Réceptionniste Hôtel
- Delphine Le Moine : Baby-sitter Hugo
- Nathan Medam : Hugo
- Laurent Mouton : Eric
- Marc Rioufol : le chef de la police
- Cyril Aubin : Police d'aéroport
- Amélie Lerma : Infirmière 1